# Одесса в годы Гражданской войны

«Планъ города Одессы» в 1919 году

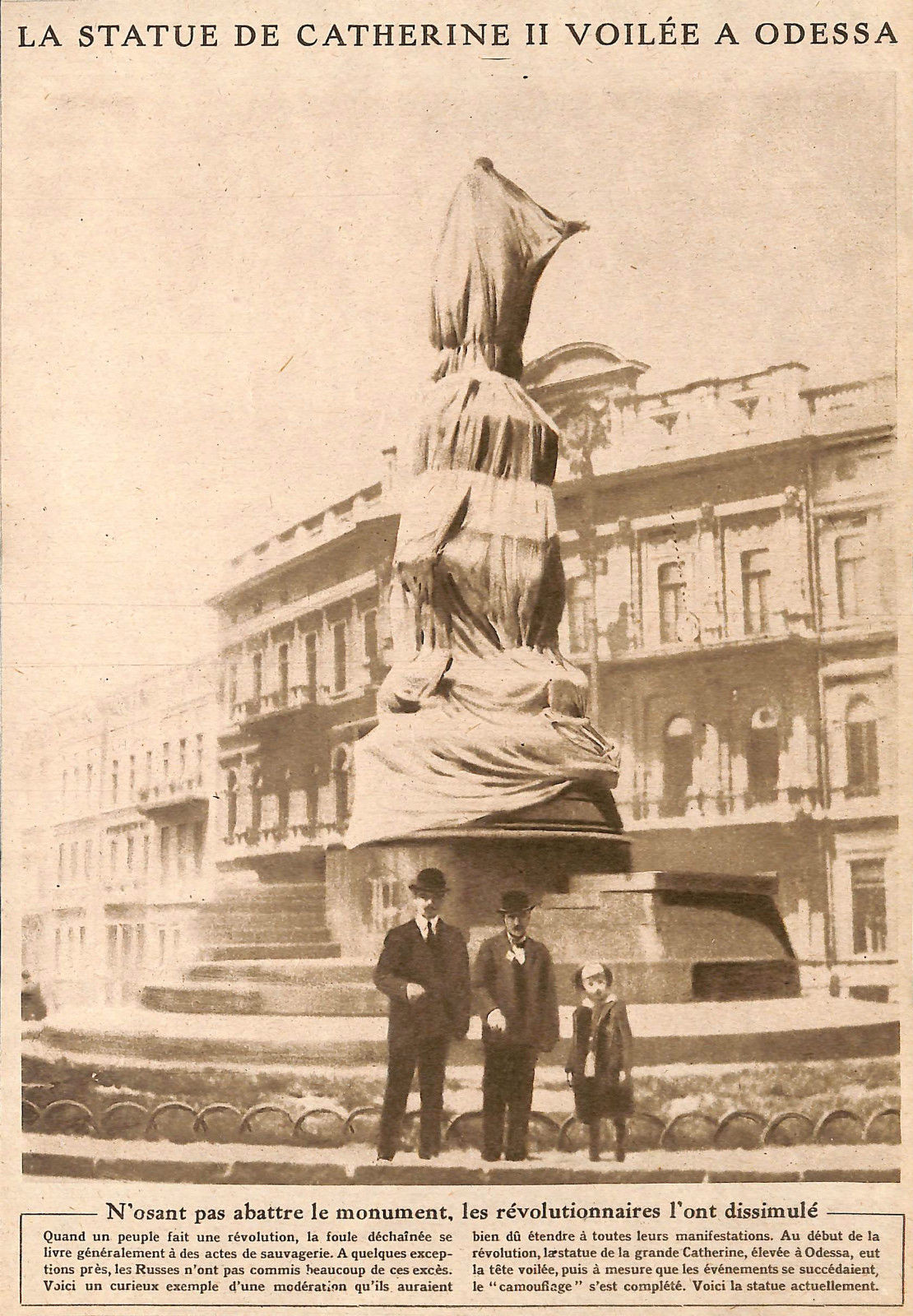
Памятник основателям Одессы задрапирован после Февральской революции. 1917 год

Период 1917—1921 гг. на юго-западе бывшей Российской империи характеризовался рядом острых конфликтов в борьбе за власть и изменение национально-государственного устройства между различными политическими, национальными и социальными группами, ставших следствием Февральской и Октябрьской революций 1917 года, распада Российской империи и её выхода из Первой мировой войны, а также вспыхнувшей на её территории Гражданской войны. События завершились установлением советской власти и образованием Украинской ССР.

## Между Февральской и Октябрьской революциями
Смена власти в Одессе после победы Февральской революции и свержения монархии произошла мирно. Большинство бывших полицейских были отправлены на фронт, жандармское управление было расформировано, а на улицах города их сменили отряды народной милиции, состоявшие в основном из студентов. До выборов новой городской думы жизнью Одессы руководил местный Гражданский (Общественный) комитет.
В апреле 1917 года на заводах города начали создаваться отряды Красной гвардии (рабочей милиции) для охраны революционных завоеваний от контрреволюции и для защиты от погромов. Поначалу эти отряды были лояльны власти и в их руководство входили меньшевики, большевики и эсеры.
В это же время в Одессе начало формироваться движение за украинизацию армии — была создана местная Украинская военная Рада во главе с И. Луценко, в которую вошли делегаты от солдат Одесского гарнизона и матросов Черноморского флота. В июне было получено разрешение на создание украинских армейских рот, а в августе был сформирован первый Украинский гайдамацкий курень (командир — подполковник В. Поплавко).
10 — 27 мая (23 мая — 9 июня) 1917 года на 1-м фронтовом и областном съезде Советов, прошедшем в Одессе, был избран Центральный исполнительный комитет Советов Румынского фронта, Черноморского флота и Одессы (Румчерод). Большинство в первом созыве Румчерода составляли эсеры и меньшевики. Румчерод стремился стать органом власти в «прифронтовых районах» и контролировать не только армию и флот Румынского фронта, но и земли Бессарабии и Одесщины.
Летом 1917 года, в связи с освобождением из заключения множества уголовных преступников, бандитизм в Одессе принял угрожающие размеры. Развал армии привёл к появлению в Одессе и окрестностях десятков тысяч дезертиров. Солдаты продавали оружие, привезённое с фронта, что способствовало вооружению банд и различных псевдореволюционных отрядов. С августа Одессу захлестнули погромы магазинов и складов, грабежи, перестрелки. Заметной силой стали анархисты, производившие самочинные реквизиции буржуазии.
Корниловское выступление, имевшее целью установление военной диктатуры и «наведение порядка», не обошло стороной и Одессу, однако против мятежа открыто выступил начальник штаба Одесского округа генерал Н. Маркс (в конце сентября возглавивший военный округ). С 28 августа по 4 сентября (по старому стилю) в Одессе действовал коалиционный Временный Ревком из представителей Одесского Совета и Румчерода, городского самоуправления, украинских и еврейских социалистических партий, эсеров, меньшевиков, большевиков. Ревком контролировал охрану важных объектов, организовал арест «подозрительных контрреволюционеров», закрыл «правую» газету «Южная Русь». Борьба с корниловщиной привела к повышению авторитета большевиков, «большевизации» Советов и постепенному переходу отрядов Красной гвардии под контроль большевиков.
Одновременно усиливались позиции Центральной рады. Были сформированы 3 куреня гайдамаков, конный гайдамацкий полк, украинизировались артиллерийская батарея, пулемётный полк. В октябре началась украинизация штаба Одесского военного округа, артиллерийского и пехотного училищ, школы прапорщиков, нескольких запасных полков. Солдаты, поддерживавшие Центральную раду, были сведены в Одесскую гайдамацкую дивизию (ок. 6 тыс. человек). Украинские флаги были подняты на эсминце «Завидный» и крейсерах «Память Меркурия» и «Светлана», стоявших в Одесском порту и на рейде.

## Октябрьская революция
Сообщение о большевистском восстании в Петрограде вызвало панику среди обывателей и агрессивность среди немногочисленных радикалов. Большевики, левые эсеры, анархисты и максималисты стали требовать установления в Одессе «пролетарской диктатуры». Однако Румчерод, где сохранялось меньшевистско-эсеровское большинство, осудил октябрьский «переворот» в Петрограде. Одесская украинская рада (вслед за киевской Центральной радой) также осудила петроградские события, в то время как Одесский Совет занял нейтральную позицию.

## В составе УНР
7 (20) ноября 1917 в Киеве по решению Малой рады был принят Третий Универсал, в котором провозглашалось создание Украинской народной республики в федеративной связи с Российской республикой. Было заявлено о включении в состав УНР территорий, большинство населения которых составляют украинцы, в том числе Херсонской губернии и Одессы.
Для поддержания порядка в Одессе был вновь сформирован коалиционный областной Ревком из представителей Совета, Румчерода, Украинской рады, руководителей Одесского военного округа, лидеров социалистических партий. Ревком принял решение о вхождении Одессы в состав УНР. Власть Центральной рады в Одессе осуществлялась через украинскую Губернскую раду (руководитель И. Луценко), правительственного комиссара УНР подполковника В. Поплавко, председателя Ревкома Одессы В. Чеховского. Комитет по охране революции при Одесской украинской раде установил контроль над арсеналами и стратегическими объектами города. Командующий Одесским военным округом генерал Маркс, по указанию которого ранее со складов округа было выдано оружие отрядам Красной гвардии, рабочей милиции и большевизированным частям гарнизона, был вынужден покинуть свой пост. Украинскую ориентацию Одессы поддержал врио командующего округом генерал-майор Г. Елчанинов.
Румчерод, не поддержав большевистское восстание в Петрограде, в то же время не признал верховной власти Центральной рады над югом Украины. Такую же позицию заняло большинство Одесского Совета, городской Думы, местные организации большевиков, меньшевиков, анархистов, эсеров, Бунда.
Генералу Д. Щербачёву, фактическому главнокомандующему армиями Румынского фронта, некоторое время удавалось сдерживать разложение войск фронта, вызванное воздействием революционных событий и большевистской агитации. Он добился того, что фронтовой комитет 30 октября (12 ноября) 1917 принял решение о непризнании Советской власти. В ноябре Щербачёв поддержал решение Центральной рады об объединении войск Юго-Западного и Румынского фронтов бывшей Русской армии в единый Украинский фронт и был назначен командующим войсками Украинского фронта армии УНР.
В ночь на 1 (14) декабря 1917, в связи с распространившимися слухами о готовящемся разоружении гайдамаками местной Красной гвардии, до 300 красногвардейцев и матросов заняли вокзал и захватили гараж войск Центральной рады. Красногвардейцы попытались поднять против Центральной рады сербские подразделения, расквартированные в Одессе, а также штурмовать штаб военного округа. Военные моряки с крейсера «Алмаз», где находился штаб восстания, поддержав большевиков, попытались захватить здание Английского клуба — место заседания Одесской Украинской рады. Для отражения выступления в центр города были направлены отряды «гайдамаков», — вооружённых формирований сторонников украинской Центральной Рады.
Перестрелки между гайдамаками и красногвардейцами в эти дни возникали в центре Одессы, у вокзала и штаба округа. Восставшим, однако, не удалось захватить стратегические объекты и вытеснить украинские части из города. 3 (16) декабря 1917 в Одессу прибыли 4 эшелона с войсками Центральной рады. Чтобы прекратить кровопролитие, были созданы «примирительный» Временный объединённый комитет Советов из представителей Одесского Совета и Одесской Украинской рады и Временное революционное бюро из представителей Румчерода, штаба округа, Центральной рады и комиссара Временного правительства. Вскоре после этого войска Центральной рады взяли под свой контроль все стратегические объекты Одессы.
По указанию советского Главковерха Н. В. Крыленко от 3 (16) декабря 1917 года, первый созыв Румчерода был распущен. 2-й фронтовой и областной съезд Советов, состоявшийся в Одессе 10—23 декабря 1917 года (23 декабря 1917 — 5 января 1918 гг.), высказался против Центральной рады, признал Советскую власть и избрал новый состав Румчерода, в который вошли 70 большевиков, 55 левых эсеров, 23 представителя крестьянских организаций и 32 представителя от других фракций. Председателем исполкома Румчерода был избран В. Г. Юдовский.
Румчерод провозгласил себя высшей властью в Юго-западной области (Бессарабия и Херсонская губерния) и на Румынском фронте, взял на себя руководство всеми революционными армейскими частями фронта.
4 (17) декабря 1917 Совнарком Советской России направил открывающемуся в Киеве I Всеукраинскому съезду Советов «Манифест к украинскому народу с ультимативными требованиями к Центральной раде», в котором заявил о непризнании Украинской Центральной рады и потребовал прекратить разоружение советских полков и рабочей Красной гвардии на Украине, а также «оказывать содействие революционным войскам в деле их борьбы с контрреволюционным кадетско-калединским восстанием».
Тем временем в период с 4 по 11 (17-24) декабря по приказу Петлюры и генерала Щербачёва войска, верные Центральной раде, захватили штабы Румынского и Юго-Западного фронтов, армий, вплоть до полков, произвели аресты членов Военно-революционных комитетов и комиссаров-большевиков, при этом некоторых из них расстреляли. За этим последовало разоружение и расформирование румынами тех частей, в которых было сильно влияние большевиков. Оставшись без оружия и продовольствия, русские солдаты были вынуждены в жестокий мороз пешком уходить в Россию.

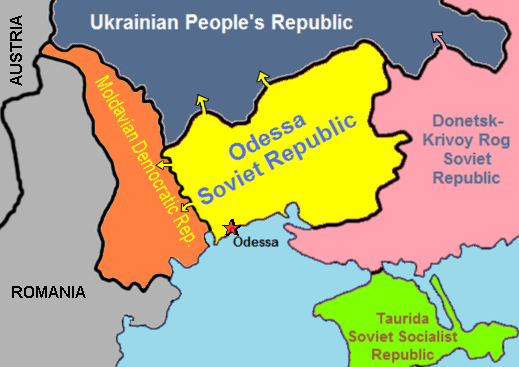
Одесская советская республика, март 1918 года

## Одесская советская республика

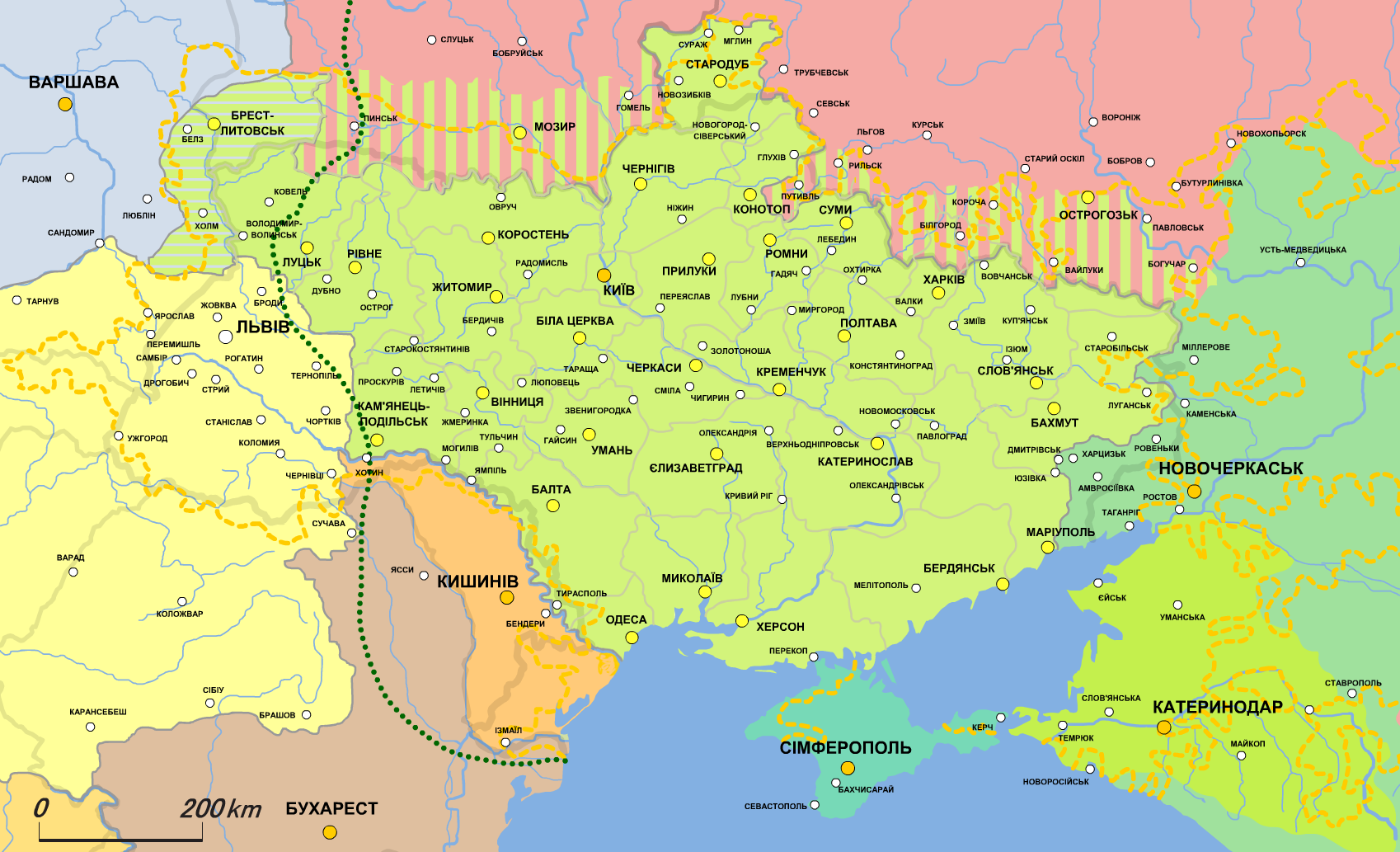
Украинская Народная Республика в границах, признанных Центральными державами (февраль 1918 года)
Границы УНР по договору
Спорные территории
Границы проживания украинцев
Границы продвижения немцев осенью 1917
Подляшье, передаваемое УНР
Советская Россия
Донское краевое правительство
Кубанское краевое правительство
Крымско-татарское правительство
Австро-Венгерская империя
Польский регентский совет
Румынское королевство
Молдавская народная республика
Сербия

3 (16) января 1918 года Одесский Совет рабочих, солдатских и матросских депутатов принял решение о самоопределении Одессы как «вольного города» с автономным правительством.
4 (17) января советское правительство Украины, сформированное в Харькове, официально объявило войну Центральной раде.
9 (22) января перед лицом разворачивающегося наступления советских войск Украинская Центральная рада издала IV Универсал, провозгласивший независимость Украины.

### Восстание
13 (26) января в Одессе началось восстание под руководством Военно-революционного комитета Румчерода (председатель — В. Г. Юдовский), в который входили представители фабрично-заводских комитетов, большевиков, левых эсеров, максималистов, анархистов. К утру 14 (27) января восставшие овладели штабом военного округа, вокзалом, телефонной станцией, почтой, телеграфом. Утром в газете «Голос пролетария» было опубликовано воззвание одесского ревкома, в котором заявлялось, что власть в городе «перешла к Советам». 
На стороне большевиков выступило около 2300 красногвардейцев, членов боевых организаций левых эсеров и анархистов, около 2 тысяч матросов с броненосцев «Синоп», «Ростислав», крейсера «Алмаз», 1 тыс. большевизированных солдат 49-го полка и Ахтырского пулемётного полка, полууголовные отряды Мишки Япончика и Яшки Блюмкина, отряд интернационалистов, сформированный под командованием Олеко Дундича из пленных солдат австро-венгерской армии, дружина Союза молодёжи Семёна Урицкого. Силы Центральной рады располагали в Одессе 2 тысячами бойцов (два гайдамацких куреня — 1300 штыков, юнкера — 200 штыков, отдельные отряды, в том числе из гимназистов и студентов, — 300 штыков). Несколько воинских частей гарнизона объявили о своём нейтралитете.
Утром 15 (28) января верные Центральной раде гайдамацкие части и юнкера при поддержке броневиков начали наступление из района Большого Фонтана, где располагались казармы гайдамаков, на центр города и вокзал. Им удалось отбить вокзал, штаб округа и занять центральную часть города вплоть до Соборной и Греческой площадей и порта. Большевики заняли оборону вокруг штаба Красной гвардии и Ревкома на Торговой. К вечеру восставшие удерживали лишь рабочие окраины, порт и часть центра города.
Однако 16 (29) января крейсер «Ростислав» и захваченный большевиками бронепоезд начали артиллерийский обстрел позиций гайдамаков, а в бой на стороне восставших вступило подкрепление — сводный батальон 6-й армии Румынского фронта (500 штыков). Фронтовики ударили по украинским частям с тыла — со стороны Большого Фонтана.
17 (30) января восставшие вновь отбили вокзал, штаб округа, окружили в Александровском саду значительную часть гайдамаков. Ввиду бесперспективности дальнейшего сопротивления войска Центральной рады запросили перемирия и 18 (31) января были выведены из Одессы. На станции Раздельная большая часть гайдамаков была разоружена отрядом большевиков.

### Провозглашение советской республики
В первые дни после победы восстания в Одессе правил Ревком, а 25 января (7 февраля) состоялись перевыборы Исполкома Совета рабочих депутатов. В новый состав из 75 человек вошли 36 большевиков, 10 левых эсеров, 9 «левых» меньшевиков и бундовцев, 5 анархистов (председатель президиума — большевик А. Воронский).
29 января (11 февраля) на объединённом заседании Совета рабочих депутатов и Румчерода был образован Одесский Совет народных комиссаров (представители большевиков, анархистов и левых эсеров) и провозглашена Одесская советская республика, которая признала высшую власть в лице Совнаркома Советской России. Председателем Совнаркома ОСР (СНКОР) был избран В. Г. Юдовский.
Новая власть закрыла большинство газет, был радикально изменён аппарат управления, началась волна конфискаций и арестов «контрреволюционеров». Власти своими действиями провоцировали «массовый классовый террор» против представителей дворянства, буржуазии и священства, офицеров, бывших полицейских. При Одесском СНК было создано «Бюро (Комиссия) по борьбе с контрреволюцией», революционный трибунал. По широко распространённым в то время слухам, содержащимся и в некоторых публикациях, военные корабли «Ростислав» и «Алмаз», стоявшие на одесском рейде, были превращены в плавучие тюрьмы, где задержанных подвергали истязаниям и казнили без суда и следствия.
Однако служивший на «Алмазе» в должности командира капитан 2-го ранга Борис Григорьевич Андросов (1882—1939), с 1918 года воевавший в рядах Белого движения и в 1920 году ушедший в эмиграцию, ещё с начала 1920-х годов категорически опровергал любые факты расправ на своём корабле, называя их широко распространёнными по Одессе слухами и сплетнями. По его утверждениям, после установления Советской власти в Одессе пришвартованный в порту «Алмаз» действительно время от времени (не постоянно!) использовался большевиками как место предварительного заключения задержанных офицеров, гайдамаков и иных лиц, включая уголовников, но ни одного расстрела по приговору ревтрибунала и тем более, бессудной казни на борту корабля не было. Арестованные с «Алмаза» либо отправлялись в распоряжение трибунала, либо после разбирательства прибывавшими комиссарами освобождались непосредственно на корабле. Кроме того, Андросов опровергал слухи и об якобы заморозке людей на палубе «Алмаза» и сбрасывании их в море в виде ледяных глыб: по его словам, водолазы позднее обследовали дно одесских гаваней и нашли тела пяти убитых людей (трех офицеров, одного жандарма и одно неустановленного), все — вблизи мест стоянок других кораблей, у стоянки «Алмаза» трупов найдено не было.
Одесские уголовники, участвовавшие в свержении власти Центральной рады, вели себя как победители и «хозяева» города. Прикрываясь «революционными мандатами», они открыто грабили частные дома, банки, магазины, предприятия и склады. 22 января (4 февраля) при попустительстве советских властей бандиты напали на помещение судебной милиции Одессы, сожгли «Регистрационное бюро» с картотекой на всех городских уголовников и убили его работников. Уголовный авторитет Мишка Япончик возглавлял еврейскую боевую дружину, которая вошла в состав Одесской советской армии как резерв правительства и командования и была переведена на государственное содержание.

### Советско-румынские боевые действия

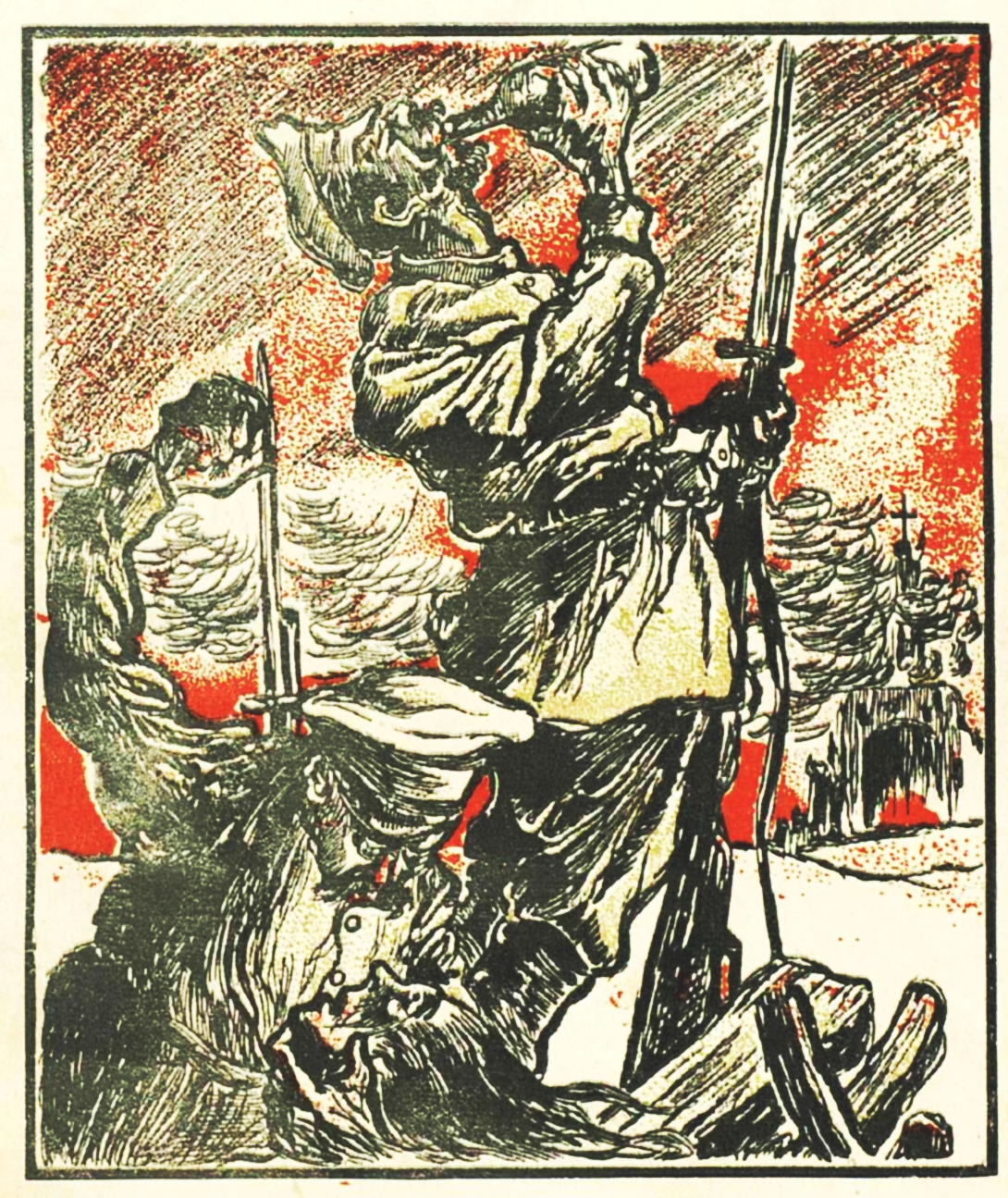
Румынский плакат времён советско-румынских боёв, изображающий оккупацию молдавских земель русскими войсками в годы Первой мировой войны

Одесская советская республика была провозглашена на территории Херсонской и Бессарабской губерний, но реальная власть её правительства распространялась лишь на Одессу, Одесский, Ананьевский и Тираспольский уезды. Тем временем румынские войска продолжали ползучую аннексию Буджака — Южной Бессарабии (Измаильский и Аккерманский уезды), начавшуюся 10 (23) января года, когда румыны заняли Болград.
22 января (4 февраля) румынские войска захватили уездный город Измаил, 25 января (7 февраля) — город Килия, 15 февраля — Вилково. На Дунай из Одессы и Севастороля были направлены несколько военных судов с десантом революционных матросов и красногвардейцев (1 тыс. штыков). Флотом, действовавшим против Румынии, командовал балтийский матрос-анархист Железняк — Анатолий Железняков, председатель Революционного штаба Дунайской флотилии.
23 января (5 февраля) Румчерод объявил войну Румынии. Румынским войскам противостояла спешно сформированная Особая Одесская армия численностью около 4-5 тысяч человек под командованием левого эсера Петра Лазарева, располагавшаяся по левому берегу Днестра от Овидиополя до Рыбницы. В её состав входили отдельные революционные одесские дружины — преимущественно из большевиков, левых эсеров и анархистов, — а также небольшие части старой армии, прорвавшиеся с Румынского фронта к Днестру.
14 февраля советский командарм левый эсер М. А. Муравьёв, который за неделю до этого во главе советских войск выбил Центральную раду из Киева, был назначен командующим фронтом, действовавшим против румынских войск в Бессарабии и Приднестровье. Совнарком Советской России поставил перед ним задачу не только не допустить румынские войска в Приднестровье, к Одессе, но и захватить всю Бессарабию, вернув её под власть Советской России. Диктаторские полномочия, предоставленные Муравьёву, ограничивали власть СНКОР.
За сутки трёхтысячная армия Муравьёва была переброшена из-под Киева к Днестру, где румынские войска ранее вышли к городу Бендеры, на отдельных участках переправились на левый берег Днестра и попытались там укрепиться, но были отброшены отрядами Особой Одесской армии и запросили перемирия.
С прибытием Муравьёва в Одессу боевые действия возобновились. 20 февраля Муравьёв начал наступление под Бендерами. Подошедшим большевизированным частям 8-й армии была дана команда наступать на линии Бельцы — Рыбница. К 2 марта войска Муравьёва разгромили румын у Рыбницы и Слободзеи, сорвав их попытки закрепиться в Приднестровье. Муравьёв предлагал советскому руководству продолжить наступление силами своей армии на Кишинёв — Яссы либо перебросить 2 тысячи солдат к Аккерману и наступать на Измаил.
Под влиянием военных неудач румынское командование предложило перемирие. Мирные переговоры проходили в Одессе и Яссах. Был подписан совместный протокол о прекращении советско-румынского вооружённого конфликта, по которому Румыния обязалась в течение двух месяцев вывести свои войска из Бессарабии и не предпринимать никаких военных и враждебных действий в отношении РСФСР. 8 марта советские войска получили приказ прекратить военные действия против румынских войск. Румынские власти, однако, понимали, что австро-германские войска, приступившие 18-25 февраля к оккупации территории Украины и уже занявшие Киев и Винницу, со дня на день будут в Одессе. Поэтому уже 9 марта Румыния, нарушив достигнутые договорённости, захватила Аккерман, завершив этим захват Южной Бессарабии, а через несколько дней аннулировала подписанные документы.

## Австро-германская оккупация Украины
24 февраля, с началом вторжения австро-венгерских войск на территорию Украины по соглашению с Центральной радой, Муравьёв объявил Одессу на военном положении и приказал уничтожить все винные склады. Пытаясь установить в Одессе режим личной военной диктатуры, он разогнал городскую Думу, запретил митинги и собрания, ввёл строжайшую цензуру.
К 3 марта австро-венгерские войска, захватив Подолье, вышли к Балте, угрожая тылам Южных советских армий. Командарм М. Муравьёв приказал частям 3-й армии остановить продвижение австро-венгерских войск вдоль линии Юго-Западной железной дороги и закрыть фронт Днестр — Бирзула — ст. Помошная — ст. Знаменка.
5-7 марта у станций Слободка и Бирзула красные войска попытались остановить наступающие на Одессу три пехотные и две кавалерийские дивизии 12-го корпуса австро-венгерской армии. Малочисленные и слабо организованные части 3-й армии в конце концов отступили. В Одессе в это время вспыхнули солдатские беспорядки, сопровождавшиеся погромами магазинов и винных складов. Захватив станцию Бирзула, австро-венгерские войска ударили по станции Раздельная, находящейся в часе езды от Одессы. Всеобщая мобилизация, объявленная большевиками в Одессе, не дала ожидаемых результатов, а боевые дружины рабочих и членов партии были немногочисленны. Командарм Муравьёв констатировал: «Защита Одессы стала невозможной. Город дал всего 500 красноармейцев, в то время как в городе 120 тысяч пролетариев», а «…регулярные войска отказываются воевать». 11 марта советские войска оставили оборонительные позиции в 10 км от города и бежали в Одессу. Одесский Совет подавляющим большинством голосов предложил сдать город без боя, ссылаясь на пассивность населения. Румчерод также признал оборону Одессы бесполезной. Муравьёв был вынужден отдать приказ об отступлении. 12 марта городская дума взяла на себя власть в Одессе и договорилась с австрийским командованием о беспрепятственной эвакуации красных армий. 13 марта части австрийских войск без боя заняли город. Вслед за ними в Одессу вошли войска Центральной рады. Одесская республика прекратила существование. Советские органы были эвакуированы в Севастополь вместе с архивами, ценностями и военным имуществом.
Благодаря вводу на Украину австро-германских войск Украинская Центральная рада вернула себе управление страной, однако в ситуации «двоевластия», возникшей в результате оккупации Украины, власть её была достаточно номинальной. Тем не менее, политические митинги были запрещены, несколько левых газет закрыты, была введена цензура, ограничена деятельность профсоюзов и Советов. В Одессе, как и на всей Украине, была запрещена любая агитация против австро-германских войск, Центральной рады и правительства Украины.
При гетмане Скоропадском Одесса была выделена из Херсонской губернии как отдельная административная единица — градоначальство. Советы были разогнаны, большинство профсоюзов и либеральных земств закрыты. Арестам подвергались как «левые», так и сторонники Антанты — так называемые «оборонцы». Одесса страдала от растущей безработицы, голода, карточной системы, эпидемии холеры. Австро-германское командование бесконтрольно вывозило из Одесского региона продукты, сырьё, оборудование. Несмотря на строгий запрет, отмечалось мощное забастовочное движение (кожевенные заводы и пекарни в мае 1918 года, всеобщая забастовка железнодорожников в июле).
В оппозиции к гетманскому режиму находились местные организации УПСР и УСДРП. Летом 1918 года лидеры украинских социалистов в Одессе приступили к подготовке восстания против власти гетмана. Организаторами восстания стали И. Луценко и В. Чеховский.
В Одессе была создана общественная комиссия по расследованию преступлений большевиков в период Одесской советской республики. Со дна залива были подняты десятки трупов замученных «контрреволюционеров».
В то же время в Одессе действовало многочисленное подполье, ориентировавшееся на большевиков, левых эсеров, анархистов, максималистов. Подпольщики занимались антигетманской агитацией и устраивали акты террора. Так, в результате взрыва военных артиллерийских складов на Ближних Мельницах было убито и ранено до 700 жителей Одессы, 4 тысячи человек остались без крыши над головой. В связи с этим взрывом в середине октября были задержаны все работники советского консульства в Одессе, около 200 советских дипломатов и граждан были высланы. Тогда же в Одессе прошли массовые аресты среди местного большевистского подполья.
Большевики и анархисты оказали финансовую и организационную поддержку продвижению в «короли воров» Одессы своего человека — «революционера» Мишку Япончика. По-видимому, уже к октябрю 1918 года Япончик контролировал предместья Одессы, прежде всего Молдаванку, и уголовников, которых в Одессе насчитывалось до двадцати тысяч. 
В период оккупации в Одессе был размещён сильный австро-германский гарнизон. Командовал австрийскими оккупационными войсками на Украине генерал фон Бельц (с 1 июня 1918 года — генерал-губернатор Одессы). Позднее, 9 ноября 1918 года, узнав о поражении Австро-Венгрии в Первой мировой войне и распаде империи, генерал застрелился в своей канцелярии.
17 апреля 1918 года в Одессе и на территории Херсонской губернии началось формирование 3-го Одесского корпуса вооружённых сил УНР (после государственного переворота гетмана Скоропадского 29 апреля 1918 года — Украинской державы). С 8 июля наименование корпуса было изменено на 3-й Херсонский корпус. Полки корпуса представляли собой «украинизированные» в 1917 году части Русской императорской армии и Революционной армии свободной России, в которых были сохранены прежние офицерские кадры.
Непосредственно в Одессе и Приднестровье дислоцировались три полка 5-й пехотной дивизии 3-го Херсонского корпуса.

## Интервенция Антанты и Белое движение

### Антанта и гетман Скоропадский
В середине ноября 1918 года Украина восстала против гетмана Павла Скоропадского. Германия и Австро-Венгрия, недавние его союзники гетмана, проиграв в войне, капитулировали перед странами Антанты и приступили к спешному выводу войск с Украины.
14 ноября 1918 года, через несколько дней после известия о капитуляции Германии, гетман Украины Скоропадский подписал «Грамоту» — манифест, в котором он заявил, что будет отстаивать «давнее могущество и силу Всероссийской державы», и призвал к строительству Всероссийской федерации как первого шага для воссоздания великой России. Манифест означал крах всех стараний украинского национального движения по созданию самостоятельной украинской государственности. Этот документ окончательно оттолкнул от гетмана большую часть украинских федералистов, украинских военных и интеллигенции. На Украине развернулось антигетманское восстание под руководством Директории УНР.
22 ноября представитель Антанты сообщил гетману Скоропадскому, что союзники в самое ближайшее время предоставят ему военную помощь для защиты от Советской России и подавления беспорядков на Украине. При этом французское командование дало понять, что стремится к воссозданию сильной единой России с включением в её состав украинских земель, а потому основную ставку французы делали на Белое движение. Командование вооружённых сил Антанты рассматривало юг Украины и Крым как важнейший стратегический плацдарм для дальнейшего наступления на Москву, однако не спешило разворачивать свои войска и начинать военную кампанию.

### Антанта и Директория
Начавшееся восстание против гетманского режима привело к расколу армии Украинской державы на сторонников Скоропадского и Директории. Большинство старшин (офицеров) дислоцировавшейся в Одессе 5-й дивизии, настроенные враждебно в отношении украинского сепаратизма, приняли ориентацию русской Добровольческой армии под командованием генерала Деникина на «Единую и неделимую Россию». Этих офицеров возглавил командир корпуса А. И. Березовский. Меньшую по численности часть офицеров корпуса — преимущественно молодых украинских старшин (офицеров), поддержавших Директорию, — возглавил И. М. Луценко. На стороне Директории оказались вновь сформированные 1-й и 2-й Одесские пехотные полки и Слободской пехотный полк, одесские студенческие сотни, несколько местных добровольческих отрядов и др. Тем временем Березовский провозгласил присоединение части личного состава 3-го корпуса и всего Одесского района к Добровольческой армии.
26 ноября на рейде Одесского порта появился первый английский миноносец. 29 ноября в Одессу, где ещё оставался сильный гарнизон австро-немецких войск, прибыл эшелон сербских войск (800 человек), а через два дня — польские легионеры (1000 человек). 2 декабря в Одессу пришёл французский линейный корабль «Мирабо». 7-10 декабря в Одесском порту высадилась французская дивизия с артиллерией (до 3 тысяч человек).
К этому времени повстанческие отряды и гетманские войска, перешедшие на сторону Директории УНР, контролировали большую часть Украины, полностью блокировали Киев и практически беспрепятственно заняли города под Одессой: Балту, Ананьев, Бирзулу. 10 декабря они подошли вплотную к Одессе. Поняв, что Скоропадский уже не контролирует положение, представители союзного командования решили «заморозить» подготовку к наступлению на Киев для помощи гетману.
Предполагая, что Одесса может быть полностью взята под контроль войсками Антанты и добровольцами-белогвардейцами, Иван Луценко и его начальник штаба войсковой старшина Всеволод Змиенко 7 декабря предъявили Березовскому ультиматум о немедленной передаче Одессы войскам Директории. Гетманские войска, находившиеся в районе Одессы, не были в состоянии даже временно задержать наступление петлюровцев. После ухода из Одессы в начале декабря оккупационных австрийских войск, власть в городе удерживалась лишь немногочисленными и слабыми отрядами офицеров во главе с генералом В. Бискупским в количестве до 1 тысячи штыков.
11 декабря в Одессу вступили передовые части армии Директории. Гетманский корпус, оборонявший Одессу, капитулировал. В Одессе была установлена власть Директории. Русские добровольческие отряды, которые пытались оборонять город, были вытеснены в порт, где стали готовиться к эвакуации в Крым на пассажирском пароходе «Саратов».
Воспользовавшись ситуацией временного безвластия в Одессе, Мишка Япончик организовал штурм одесской тюрьмы. В результате было освобождено около 700 заключённых, в большинстве своём уголовников.
12-13 декабря войска Директории без боя заняли все стратегические пункты города. Командованию союзных войск петлюровцы оставили только небольшую приморскую «Союзную зону» Одессы (порт, несколько приморских кварталов, Николаевский бульвар).
16-17 декабря в Одесском порту с вновь прибывших судов высадился новый французский десант генерала Бориуса (156-я дивизия — всего до 5 тысяч штыков, из них 2 батальона «колониальных частей» — «зуавов» — сенегальских и марокканских солдат). Натолкнувшись на враждебное отношение петлюровцев, французы приняли решение очистить Одессу руками белых офицеров.
Французский «консул» Эмиль Энно и генерал Бориус предложили генералу А. Н. Гришину-Алмазову диктаторскую власть в Одессе при условии, если он обеспечит вытеснение петлюровцев из города. Гришин-Алмазов принял предложение и взял на себя командование добровольческим отрядом, сформированным на «Саратове».
Вечером 16 декабря десантировавшийся в порту отряд Гришина-Алмазова (2 тыс. бойцов) вступил в бой с петлюровцами и начал продвижение к центру города. К нему присоединились польские легионеры (1,5 тыс. штыков). Отряду Гришина-Алмазова были приданы французские офицеры, корректировавшие огневую поддержку со стороны эскадры Антанты. Офицерам-белогвардейцам противостоял только что сформированный украинский гарнизон — корпус под командованием генерала Д. В. Филатьева (не более 2,5 тысяч бойцов), не располагавший тяжёлой артиллерией. Корабельная артиллерия, в течение двух дней обстреливавшая петлюровские позиции, вынудила части УНР оставить стратегические объекты.
18 декабря французское командование ультимативно потребовало от Директории вывода её войск из Одессы. Симон Петлюра, опасаясь войны с Антантой, приказал прекратить всякие боевые действия против её войск, настоял на немедленном выводе войск из Одессы и отводе их на 40 км севернее города, где был установлен Южный фронт армии УНР под командованием генерала А. Грекова, командующего войсками Директории в Херсонской, Екатеринославской и Таврической губерниях. По словам В. Шульгина, генерал Бориус, имевший приказ занять лишь Одессу, отказался развивать дальнейшее наступление и запретил добровольческим частям преследовать противника.

### Гришин-Алмазов, Деникин и Антанта
19 декабря, после отвода петлюровских войск, французское командование заявило, что берёт Одессу и Одесский район «под своё покровительство». Генерал Бориус возложил на Гришина-Алмазова обязанности военного губернатора Одессы и «прилегающего района» и в дальнейшем не вмешивался в вопросы внутреннего управления. Сам Гришин-Алмазов заявлял, что «правит» Одессой от имени Добровольческой армии и при согласии французского командования. Позиции генерала Деникина и его Особого совещания в Одессе, однако, были скорее номинальными, а Гришин-Алмазов, исполнял волю французского военного командования Одесского района и руководствовался рекомендациями своего политического советника В. Шульгина. Гришин-Алмазов сформировал своё независимое от Особого совещания «правительство Одессы», занимавшееся вопросами местного управления, и даже печатал собственные деньги.
В Одессе легально действовали все политические партии и организации, кроме большевиков, анархистов, максималистов, левых эсеров и партий левых украинских социалистов. В то же время были запрещены политические митинги и собрания, под запретом была и деятельность Одесского Совета рабочих депутатов. Правительство Гришина-Алмазова проводило политику русификации. Приказом по всем учебным заведениям Одессы «преподавание украинской мовы (галицийского языка)» было упразднено. «Малорусский язык» был оставлен лишь «в качестве необязательного предмета», а преподавание истории и географии Украины было заменено историей и географией Юга России.
В Особом совещании не доверяли Гришину-Алмазову, считая его «самозванцем». 28 декабря Деникин направил в Одессу своего помощника, генерала А. С. Лукомского, который попытался убедить Гришина-Алмазова сохранить действующее при нём совещание лишь в качестве совещательного органа, без правительственных функций. Деникин требовал вообще распустить одесский «правительственный аппарат».
До тех пор, пока политику Антанты в Одессе определял французский «консул» Энно, французское командование поддерживало одесское «правительство» Гришина-Алмазова, а с января 1919 года даже рассматривалась идея создания в Одессе регионального Юго-Западного правительства.
Тем временем к концу декабря — началу января численность французских войск в Одессе выросла до 15 тысяч. Несмотря на то, что в Одессе находилось до 15 тысяч бывших русских офицеров, офицерский отряд, сформированный для поддержания порядка в городе, насчитывал лишь около 2,5 тысяч и не мог рассматриваться как боеспособная сила.
Одесса была разбита на зоны контроля: добровольческую, французскую и польскую. Блокада 600-тысячной Одессы армией УНР и прекращение подвоза продовольствия привели к голоду и продовольственным беспорядкам. Одесса страдала от галопирующей инфляции и массовой безработицы. Как отмечал в своих мемуарах Деникин, Гришин-Алмазов настойчиво добивался расширения зоны под контролем французских войск до линии Тирасполь — Раздельная — Березовка — Николаев — Херсон, что позволило бы создать прекрасную военно-хозяйственную базу, в том числе благодаря открытию железнодорожной связи с Румынией, где оставалось многочисленное русское имущество Румынского фронта.
Одессу терроризировали бандиты под предводительством Мишки Япончика, занимавшиеся грабежами, рэкетом, вымогательствами, убийствами. Япончик поставлял оружие большевистским и анархистским подпольщикам, выкупал из тюрем политзаключённых, помогал ликвидировать провокаторов. Масштабные облавы, сопровождавшиеся изъятием оружия и расстрелами уголовников без суда и следствия, к которым привлекались французские и греческие войска, были малоэффективными. Уголовники неоднократно устраивали покушения на самого Гришина-Алмазова, но его спасала личная охрана — татарский кавалерийский отряд ротмистра Бекирбека Масловского. Подчинённые Масловского также занимались похищениями и тайными бессудными расправами над людьми, неугодными диктаторскому режиму.

### Антанта и Директория
С середины января 1919 года, несмотря на то, что Одессой формально продолжал управлять Гришин-Алмазов, реальная власть оказалась в руках прибывшего 13 января в Одессу французского генерала Ф. д’Ансельма (командующий силами Антанты на Юге России) и начальника штаба французских войск на Юге А. Фрейденберга. «Консул» Эмиль Энно был отстранён от руководства.
Уже на следующий день после своего приезда д’Ансельм принял украинскую миссию генерала Грекова, после чего французское командование, отказавшись от ориентации на белогвардейскую армию генерала Деникина (которого французы считали протеже Великобритании), начало тайные переговоры в Одессе и Бирзуле с представителями Директории — премьером С. Остапенко, министром иностранных дел К. Мациевичем, генералом А. Грековым.
В конце января французы закрыли в Одессе газету «Россия» (редактор В. Шульгин, политический советник Гришина-Алмазова), занимавшую резко антиукраинские позиции и подвергавшую критике возможный украинско-французский союз. Французское командование, помимо этого, дало разрешение на выпуск в Одессе украинских газет.
Генерал д’Ансельм потребовал от украинских войск разблокировать район вокруг Одессы и отойти на линию Тирасполь — Бирзула — Вознесенск — Николаев — Херсон, освободив для французских войск военно-хозяйственный плацдарм, способный прокормить население Одессы и 50-тысячную группировку Антанты. Директория была вынуждена выполнить это требование как необходимое условие для начала переговоров о союзе с Антантой. На востоке интервенты планировали продвинуться в направлении Нового Буга, Берислава, Алёшек, Скадовска, намереваясь закрепиться (совместно с крымскими белогвардейцами) на железной дороге Херсон — Перекоп. 21 января, получив от Директории согласие на расширение контролируемой зоны, французские и греческие войска начали занимать указанные территории, высаживая морские десанты и продвигаясь по железной дороге в направлении Херсона и Бирзулы. 25 января оккупационные войска высадились в Николаеве, 29-30 января — в Херсоне. При оккупации Николаева и Херсона французы оставляли здесь местную власть Директории, которая сосуществовала с французскими комендантами. Формально район Николаев — Херсон продолжал находиться под властью Директории. В районе устья Днепра союзники в ходе наступления соединились с войсками белогвардейской Крымско-Азовской армии. Уступки интервентам со стороны Директории поставили начдива Херсонской дивизии армии УНР атамана Григорьева, считавшего себя единоличным хозяином района Николаев — Херсон, в сложное положение и привели к его переходу на сторону Красной армии.
Французы предложили временно разделить Украину на две части. Предполагалось, что собственно Украиной будет управлять Директория УНР, а Южнорусский край (Причерноморье со столицей в Одессе), оккупированный французскими войсками, будет иметь собственное правительство. В Южнорусском крае предполагалось создать смешанную (французско-русско-украинскую) армию, в которую должны были также войти греческие и румынские части. По завершении войны Франция рассчитывала получить концессию на украинские железные дороги и добиться возвращения всех французских долгов.
17 февраля Симон Петлюра обратился к французскому командованию с просьбой о помощи «для освобождения украинской нации и восстановления украинского государства». Генерал д’Ансельм выставил условия «правительству украинской зоны»: отставка Петлюры и Андриевского, установление французского контроля над финансами и железными дорогами Украины, подчинение войск УНР общему командованию Антанты, подписание общего военного договора между Антантой, Деникиным и Директорией и пр. На этих условиях Франция могла бы поддержать создание союза Украины с Польшей и Румынией, предоставить военную и материальную помощь, а также содействовать в признании украинской делегации на Парижской мирной конференции. Договорённости так и не удалось достичь, а уже к середине марта действиями красных повстанцев и советского Украинского фронта Одесская зона оказалась отрезана от территории УНР.

### Одесское подполье
С декабря 1918 года Одесса стала центром большевистской агитации и разведки. Тут действовали подпольный обком КП(б)У во главе с Иваном Смирновым (Николаем Ласточкиным), «Иностранная коллегия» большевиков и «Иностранная группа» анархистов, занимавшиеся агитацией среди военнослужащих войск Антанты — французов, сербов, поляков, румын и греков. В «Иностранную коллегию» входили бывшие русские эмигранты во Франции, большевики и анархисты — В. А. Дёготь, Я. Л. Елин, С. И. Соколовская и др. В Одессу были направлены с ответственными заданиями французская коммунистка Жанна Лябурб, Жорж де Лафар. Группа Жанны Лябурб, в частности, работала с французскими солдатами из 176 и 153 пехотных полков, экипажами военных кораблей «Ренан», «Жан Барт» и «Жюстис». Жоржу де Лафару в Москве было поручено выяснить возможность невоенного прекращения интервенции, установить стратегические намерения стран Антанты, их цели и территориальные притязания, внедриться в штаб главного французского командования в Одессе.
Свои подпольные ячейки в Одессе имела Конфедерация анархистов Украины «Набат». В декабре 1918 года в Одессе появился Григорий Котовский — командир подрывной террористической группы в дружине анархиста Зехцера. Дружина Зехцера занималась убийствами провокаторов, вымогательством денег, ограблениями. 17 февраля 1919 года был устроен взрыв в штабном вагоне офицеров.
Правительство Советской России рассчитывало на то, что благодаря антивоенной пропаганде и агитации среди французских и греческих солдат, на которую были выделены значительные средства, удастся сорвать планы широкомасштабной интервенции Антанты.
В марте 1919 года французской контрразведкой и «белой» контрразведкой под командованием В. Г. Орлова-Орлинского было ликвидировано всё большевистское подполье — схвачены и без суда расстреляны члены «Иностранной коллегии», арестован и расстрелян де Лафар, арестован и убит руководитель подполья Н. Ласточкин.

### Февраль 1919 года
К февралю 1919 года силы Антанты и белогвардейцев в районе Одессы — Херсона заметно увеличились. Здесь было сосредоточено в общей сложности до 45 тыс. военнослужащих (в том числе до 25 тыс. французских войск, на вооружении которых имелись 22 танка, 12 тыс. греков, 3,4 тыс. польских добровольцев-легионеров в составе Польской 4-й дивизии генерала Желиговского). Части 40-го румынского корпуса силой до 1 тыс. штыков занимали фронт от Днестра до Раздельной.
На начало февраля в Херсоне и Николаеве находилось по 3 тыс. французских и греческих войск, в самой Одессе — до 5 тыс. На всех железнодорожных станциях от Одессы до Херсона размещались мелкие отряды по 30-50 человек; на крупных, таких как Колосовка, Раздельная, Березовка, — по 400—500 бойцов. Войска Антанты занимали протяжённый фронт вдоль железной дороги Николаев — Херсон (до 8 тыс. солдат, 20 орудий, 18 танков, 4 броневика, 5 самолётов).
Реквизиции продовольствия у крестьян Одесского уезда, которые с конца 1918 года начали отряды Гришина-Алмазова и французские войска, вызвали в феврале 1919 года восстание крестьян в районе Беляевка — Маяки — Яски. Восставшие крестьяне захватили Овидиополь. В некоторых районах Ананьевского и Тираспольского уездов появились многочисленные крестьянские отряды. Дело дошло до того, что партизанский отряд в 200 человек захватил Тирасполь. В феврале 1919 года повстанцы захватили Беляевку и станцию Мардаровка, повстанцы Тилигуло-Березовского и Ананьевского отрядов нападали на отряды белогвардейцев и интервентов.
Обеспокоенный складывающейся ситуацией, Деникин в конце января назначил Главноначальствующим и  главнокомандующим войсками Юго-Западного края (Херсонской губернии и Одессы) генерал-лейтенанта А. С. Санникова, которому было дано задание переподчинить местный белогвардейский отряд Добровольческой армии и ограничить власть Гришина-Алмазова. Д’Ансельм и Фрейденберг, однако, встретили прибывшего из Екатеринодара генерала крайне холодно и настоятельно рекомендовали ему оставить Гришина-Алмазова, который таким образом, оказавшись в зависимости от Санникова, всё же оставался военным губернатором Одесского района.
Французское командование тем временем активно обсуждало с «южными общественными кругами» идею создания самостоятельного Юго-Западного краевого правительства и смешанной франко-русско-украинской армии (из местного населения с французскими офицерами) для похода на Киев и Москву. В связи с этим в «одесской зоне» было запрещено проводить мобилизацию населения в Добровольческую армию и было предписано формировать добровольческие смешанные русско-французские части, не подчиняющиеся Деникину. Узнав об этом, Деникин категорически запретил Санникову участвовать в создании таких частей. Для непосредственного командования отрядом добровольцев, сформированным Гришиным-Алмазовым, Деникин направил в Одессу генерала Н. С. Тимановского с группой офицеров.
В конце февраля Тимановским была сформирована Отдельная Одесская стрелковая бригада, насчитывавшая 3300 штыков и 1600 сабель. Бригада была сформирована из офицеров и солдат, которые перешли из гетманской армии (5-я и 6-я дивизии, 2-й Волынский полк) на сторону Белого движения, а также из жителей Одессы по «добровольной мобилизации».

### Наступление советских войск
Силам Антанты и белогвардейцам в районе Одессы — Николаева противостояли значительно уступавшие им в численности войска перешедшего на сторону Красной армии атамана Н. А. Григорьева, чья дивизия была переформирована в 1-ю бригаду 1-й Заднепровской Украинской советской дивизии, а в конце февраля получила приказ наступать на Причерноморье.
3 марта григорьевцы начали осаду Херсона. 10 марта город был взят. Греки в ходе боёв за Херсон потеряли более 300 солдат и офицеров убитыми и пленными. Солдаты во французских частях митинговали и отказывались идти в наступление. Французское командование было вынуждено отвести свои войска из-под Вознесенска на станцию Колосовка. Одновременно с операцией по овладению Херсоном григорьевцы вели наступление на Николаев, который обороняла 15-я германская дивизия ландвера. Несмотря на призывы командования Антанты о необходимости удерживать оборону, немецкий солдатский комитет вступил в переговоры о сдаче города. Ввиду потери Херсона и прибытия к наступающим свежих подкреплений, французское командование объявило эвакуацию союзных сил, и 14 марта Николаев был сдан без боя.
Заняв Николаев и Херсон, атаман Григорьев отправил телеграмму Гришину-Алмазову, требуя немедленно и безоговорочно сдать Одессу. 15 марта григорьевцы атаковали станцию Раздельная, а 16 марта — станцию Березовка, которую удерживали польские легионеры и французские части (до 2 тысячи штыков). В боях за Березовку интервенты потеряли до 400 человек, а григорьевцы захватили 8 орудий, около 100 пулемётов, бронепоезд и 5 танков.
17 марта интервенты оставили Березовку. В тот же день в Одессе было введено «осадное положение». Генерал д’Ансельм взял на себя всю полноту власти в Одесском районе. Когда Деникин распорядился о переброске бригады Тимановского из Одессы в Севастополь, для усиления обороны Крыма от наступающих советских войск, Гришин-Алмазов сообщил, что французы не выпускают бригаду из района Одессы. 19 марта бригада была выдвинута навстречу наступающим красным войскам и заняла фронт от железной дороги Одесса-Николаев до Чёрного моря, прикрывая Очаков. Севернее располагались поляки, греки и французы.

### Крах интервенции
После того, как д’Ансельм не признал полномочий Санникова и не допустил его к вступлению в должность, Санников вернулся обратно в Екатеринодар, а в начале марта во временное исполнение должности командующего войсками края вновь вступил Гришин-Алмазов.
Тем временем новым Верховным комиссаром Франции на Юге России был назначен главнокомандующий войсками Антанты на Восточном фронте генерал Л. Франше д’Эспере, сменивший генерала А. Бертло. Прибыв в Одессу в начале марта, он поддержал политику дистанцирования от Добровольческой армии и сближения с УНР, проводившуюся д’Ансельмом и Фрейденбергом, и идею создания в «Одесском районе» независимого правительства «Юго-Западного края» под протекторатом Франции.
Пытаясь исправить положение на фронте против григорьевцев, д’Эспере отстранил Санникова и Гришина-Алмазова от занимаемых ими постов и предложил обоим немедленно отправиться в Екатеринодар, в распоряжение генерала Деникина. 21 марта губернатором Одессы и командующим русскими войсками в Одесском районе был назначен генерал А. В. Шварц. 23 марта Гришин-Алмазов покинул Одессу. Для управления Одесским районом была создана Директория из представителей русского, украинского, еврейского обществ Одессы. Предполагалось, что это правительство в союзе с петлюровцами будет бороться с григорьевцами. До сформирования «смешанной» армии Одесского края Франше д’Эспере обещал к концу марта направить французский корпус из Румынии на Бирзулу, перебросить под Одессу ещё один греческий корпус и девять батальонов французской колониальной пехоты.
Генерал Шварц заявил о своём неподчинении Деникину и объявил набор добровольцев в «народную» армию, в которую за несколько дней записалось до 1 тысячи офицеров. Для борьбы с топливным кризисом новые власти Одессы направили 14 пароходов за углем в Мариуполь, 3 наливных судна — за нефтью в Батуми. Реализовать идею Краевого правительства и «смешанной» армии, однако, не удалось. 25-27 марта на Парижской мирной конференции было принято предварительное решение стран Антанты эвакуировать союзные войска из Одессы.
25 марта григорьевцами была захвачена станция Сербка, 26 марта — Колосовка (в боях за неё до 2 тысяч военнослужащих союзных войск были взяты в плен), 28 марта — Кремидовка. Попытка контрудара на Сербку, предпринятая 29 марта, не принесла успеха. Около 8 тысяч военнослужащих стран Антанты не смогли закрепиться на станции и в ночь на 30 марта в результате атаки советских войск в панике покинули её, бросив французский самолет. 29 марта белогвардейцы без боя оставили порт и крепость Очаков и сконцентрировались на участке Раздельная — Сербка — Одесса. Одесса оказалась в полном окружении «красных» повстанцев. 31 марта союзные войска ещё раз попытались отбить Сербку, но пулемётным огнём повстанцев было убито и тяжело ранено до 600 атакующих.
Несмотря на поражения на фронте, интервенты и белогвардейцы по численности в несколько раз превосходили григорьевцев и могли бы продолжать оборону и даже перейти в контрнаступление, однако 2 апреля Фрейденберг фальсифицировал приказ французского правительства об эвакуации в течение трёх суток. Пока шло выяснение обстоятельств, эвакуация приняла такие масштабы, что её уже было невозможно остановить. Утром 3 апреля (по другим данным, вечером 2 апреля) генерал д’Ансельм объявил об эвакуации сил Антанты из Одессы в течение 48 часов. Фактически эвакуация приняла характер бегства.
Подпольный исполком Одесского Совета рабочих депутатов направил к генералу д’Ансельму делегацию с требованием передачи власти Совету. В результате переговоров 4 апреля Совет занял Воронцовский дворец, французское командование передало власть Совету городского самоуправления, а 5 апреля власть была передана ревкому.
Известие о начавшейся эвакуации иностранных войск вызвало восстание на рабочих окраинах Одессы — Молдаванке, Пересыпи, Мельницах, где власть перешла в руки дружинников из числа большевиков, анархистов и левых эсеров. Возникшей ситуацией воспользовались и уголовные элементы — прежде всего, Еврейская молодёжная дружина из 300 человек под предводительством Мишки Япончика. Вооружённые выступления окраин попытался подавить командующий одесским гарнизоном генерал В. Бискупский, однако отведённые с фронта войска не смогли справиться с бандитами. За пределами центра города царил хаос.
6 апреля в город вошли войска атамана и красного командира Н. Григорьева, объявившего, что именно он взял Одессу и разбил французов.
За период с 3 по 7 апреля на судах из одесского порта было эвакуировано около 25 тысяч военнослужащих Антанты, при этом бригада Тимановского, которой было отказано в погрузке на французские суда в Одессе, была вынуждена бросить всё тяжёлое вооружение, броневики и артиллерию и с боями отходила из Одессы в сторону Румынии. У Днестровского лимана, после переправы на территорию Бессарабии, бригаду взяли на борт французских судов. Этим же путём из Одессы отступали и польские легионеры. 14 апреля советские войска взяли Раздельную. Румыны отошли за Днестр. 18 апреля был взят Овидиополь, а вскоре — Тирасполь.

## Советская власть
8 апреля — 23 августа 1919 года
В апреле 1919 года в город вошли войска атамана Григорьева.

## Под властью Деникина
23 августа 1919 года — 7 февраля 1920 года
В августе 1919 года в город вошли войска Добровольческой Армии Деникина (Одесская операция (1919)). Одесса была включена в состав Юга России как центр Новороссийской области. Главой города стал генерал Шиллинг. Взятие «белыми» Одессы привело к потере большевиками, на некоторое время, большей части юго–западных территорий.
В конце декабря 1919 года в Одессе начался т. н. "Процесс семнадцати" — судебная эпопея над 17-ю про-советскими партизанами. Большевистское подполье готовило операцию по освобождению заключенных, однако в силу ряда обстоятельств операция провалилась. 4 января 1920 года 9 подпольщиков были приговорены к смертной казне. Казнь состоялась 6 января. Ныне имена расстрелянных высечены на мемориальной доске на стене дома № 44 на ул. Преображенской. 
В глобальных планах командующего Добровольческой армией генерала Антона Деникина тогда было дойти до Москвы, но этого так и не случилось. Войска Деникина смогли прорваться с боями к Киеву, однако измотанная Первой Мировой войной армия, испытывавшая серьезные проблемы с провизией и боеприпасами уже не могла противостоять нарастающим большевистским силам, петлюровцам, махновцам и разномастным бандформированиям того времени. Отношения с союзниками по Антанте начинали ослабляться, да и прагматичный интерес их был хорошо понятен Ленину, чем последний не преминул воспользоваться. 
Таким образом c начала 1920 года остатки Добровольческих сил вместе с британскими кораблями спешно покидали Одессу, увозя с собой оставшихся представителей интеллигенции, а также тех, кто не мог смириться с новыми большевистскими порядками в стране. 
С 7 февраля 1920 года, после взятия города кавалерийской бригадой Котовского, советская власть окончательно установилась в Одессе, что положило конец Гражданской войне в этом регионе.

## Комментарии
1. ↑  Генерал был командирован Деникиным для участия в Ясском совещании, прошедшем 16–20 ноября 1918 года, и по его окончании остался в Одессе.